# 菲什特山

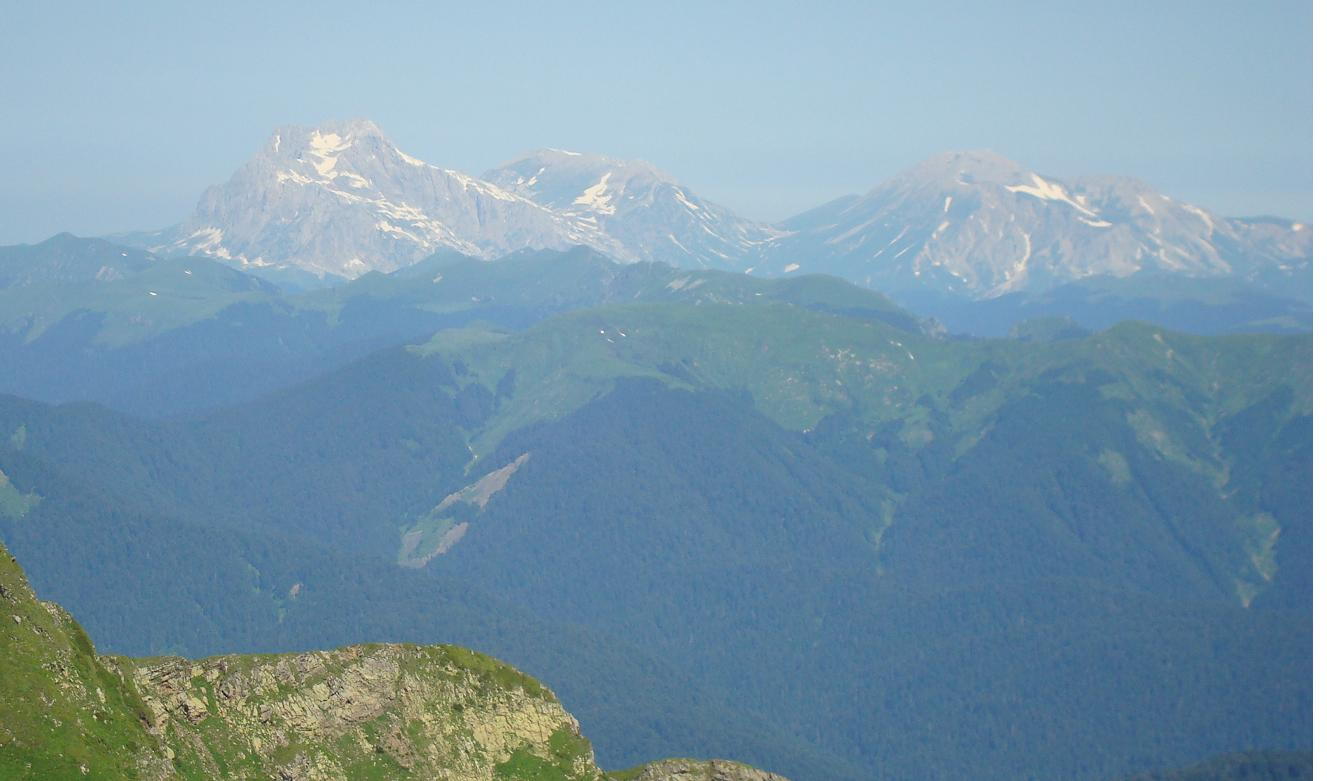
菲什特山（左）

菲什特山(Фишт)是俄羅斯的山峰，位於阿迪格共和國內，是高加索山脈最西峰的山峰，海拔高度2,854米，是普舍哈河、別拉亞河等河流的發源地。
2014年冬季奧林匹克運動會的主場館菲什特奧林匹克體育場即以菲什特山命名。
43°56′28″N 39°54′7″E / 43.94111°N 39.90194°E